# Georgi Milanov
Georgi Vencislavov Milanov (in bulgaro Георги Венциславов Миланов?; Levski, 19 febbraio 1992) è un calciatore bulgaro, centrocampista della Dinamo Bucarest.

## Biografia
È il fratello gemello ed ex compagno di squadra di Iliya Milanov.

## Carriera
Dopo aver giocato dal 2009 al 2013 nel Liteks Loveč (club con cui ha esordito nel campionato bulgaro), nel luglio 2013 il giocatore si trasferisce al CSKA Mosca.

## Palmarès

### Club
- Campionato bulgaro: 1

Litex: 2009-2010
- Campionato russo: 1

CSKA Mosca: 2013-2014
- Coppa di Bulgaria: 1

Levski Sofia: 2021-2022

### Individuale
- Calciatore bulgaro dell'anno: 1

2012